# 多皺短身前肛鰻
多皺短身前肛鰻，又稱後肛鰻，為輻鰭魚綱鰻鱺目通鰓鰻科的其中一個種。

## 分布
本魚全球各大洋，包括西大西洋區：美國喬治亞州至蘇利南；西太平洋區：日本、台灣西南部；印度洋區：莫三比克海峽、東非等海域。

## 深度
水深260至775公尺。

## 特徵
本魚無鱗，具有胸鰭。上頜較下頜長。脊椎骨數127至134。無前上頜骨齒。鋤骨齒為複合齒，每一枚複合齒之基部有一小丘狀組織。體長為體高的12至20倍；尾長為頭與軀幹的2至2.9倍；頭長為吻長的3.3至4倍。上下頜骨齒細小，形成齒帶；鋤骨齒4至5枚。口裂超過眼之後緣。眼小，有尾鰭。肛門至鰓裂之距離約略等於頭長。體褐色，下方較淡；背鰭、臀鰭為白色。體長可達37公分。

## 生態
屬於底棲魚類，在200至400公尺深之海域活動，以甲殼類及軟體動物為食。

## 經濟利用
數量少，不具經濟價值。

## 外部連結
- 多皺短身前肛鰻的圖片